# Sexo Seguro ABC
Predefinição:Artigo em tradução

Sexo Seguro ABC é um conceito que integra práticas de segurança e higiene nas relações íntimas, aplicando princípios de Segurança e Higiene do Trabalho à educação sexual. O termo foi proposto por Francois Yvytu Tataendy , técnico em segurança do trabalho, como parte do Projeto Editorial @buscafamiliar, uma iniciativa educativa que aborda relacionamentos contemporâneos, incluindo trisais (uniões a três), sob a ótica da proteção física, emocional e jurídica.
Sexo Seguro ABC é um conceito e uma abordagem experimental que propõe a aplicação de princípios de Segurança e Higiene do Trabalho OHSAS 18001. às relações íntimas e à vida sexual visa o uso de metodologias e princípios de sistemas de gestão de SSO que estão baseados em normas internacionais.  O termo Sexo Seguro ABC foi cunhado pelo técnico em segurança do trabalho Francois Yvytu Tataendy, como parte de uma iniciativa educativa do projeto editorial @buscafamiliar.
A proposta central do "Sexo Seguro ABC" é expandir a noção tradicional de sexo seguro — geralmente focada na prevenção de infecções sexualmente transmissíveis (ISTs) e gravidez indesejada — para incluir a segurança emocional, psicológica, jurídica e social dos envolvidos, especialmente em configurações de relacionamentos não-monogâmicos, como o poliamor e o trisal (uma relação entre três pessoas).
O conceito se baseia em uma reflexão comparativa entre as definições de sexualidade de diferentes épocas, utilizando como ponto de partida o Dicionário da Vida Sexual - Volume 1, de Aldo Pereira (1987), e buscando contextualizá-las na realidade social e jurídica contemporânea do Brasil.

## Origem e Princípios , Definição e Contexto
O "Sexo Seguro ABC" surge como um experimento social e educativo que correlaciona a gestão de riscos, comum na Segurança do Trabalho, com a complexidade das interações humanas íntimas. A sigla "ABC" é uma mnemônica para os pilares do conceito:
O "ABC" refere-se a três pilares:
- A - Acordo, Amparo, Autocuidado e Atenção * Refere-se à importância de estabelecer acordos claros e consensuais entre os parceiros, que abordem desde a gestão da contracepção e prevenção de ISTs até as expectativas emocionais e financeiras. O "Amparo" destaca a responsabilidade mútua e a criação de uma rede de apoio segura. O "Autocuidado" enfatiza a saúde individual como alicerce para a saúde do relacionamento.(ex.: exames periódicos, uso de preservativos)

- B - Bem-estar, Bem-estar Coletivo  e Biossegurança: Engloba a saúde física e mental. A Biossegurança é a aplicação direta dos cuidados para prevenir ISTs, através do uso de preservativos e da realização periódica de exames[5]. O Bem-estar estende o cuidado para a saúde psicológica, promovendo o diálogo aberto, o respeito aos limites individuais e a busca por terapia ou aconselhamento quando necessário.(consentimento, comunicação não violenta)

- C - Consentimento, Comunicação e Cuidado Contínuo, Conformidade Legal: O consentimento é tratado como um processo contínuo, verbalizado, entusiástico e revogável a qualquer momento, e não como um contrato único[6]. A Comunicação é a ferramenta essencial para a manutenção dos acordos e do bem-estar. O Cuidado Contínuo representa a compreensão de que um relacionamento saudável exige trabalho e atenção constantes, de forma análoga à manutenção preventiva de um ambiente de trabalho seguro.

A Conformidade Legal (direitos e deveres em uniões poliafetivas, previstos no Código Civil Brasileiro e jurisprudências)
O conceito dialoga com mudanças sociais, como o Reconhecimento Jurídico de Trisais no Brasil (e.g., caso do Tribunal de Justiça de São Paulo, 2018), e atualiza debates do Dicionário da Vida Sexual (Aldo Pereira, 1987), que já antevia discussões sobre moralidade e adaptação.

## Aplicação em Relacionamentos Poliafetivos e o Contexto Brasileiro
O conceito ganha especial relevância ao ser aplicado a uniões poliafetivas, como os trisais. A proposta argumenta que, sob a ótica da "Segurança Social", um arranjo com três adultos poderia oferecer uma estrutura de amparo mais robusta para a criação de filhos. A base teórica para essa reflexão partiu do verbete "Abandono de recém-nascido" do Dicionário da Vida Sexual. A hipótese levantada é que um trisal, ao dispor de mais recursos financeiros, logísticos e afetivos, poderia diminuir os riscos de vulnerabilidade social para uma criança.

## Aspectos Legais e Sociais
- Uniões Poliafetivas: Em 2025, o Brasil permite registros civis de trisais em alguns estados, baseado no Princípio da Dignidade Humana (Art. 1º, III, CF/88) e no Enunciado 734 do CJF[9].
- Proteção a Crianças: Trisais podem oferecer maior seguridade social a dependentes, conforme o Estatuto da Criança e do Adolescente (ECA)[10].

### Análise Jurídica e Social
No Brasil, a união estável entre mais de duas pessoas não possui reconhecimento legal em âmbito federal. O Código Civil de 2002 define a união estável e o casamento como entidades formadas por duas pessoas.
Inicialmente, alguns cartórios no país chegaram a lavrar escrituras públicas de união poliafetiva como forma de garantir direitos patrimoniais e registrar a vontade das partes. No entanto, em 2018, o Conselho Nacional de Justiça (CNJ), através do Pedido de Providências n.º 0001459-08.2016.2.00.0000, decidiu por proibir que os cartórios de todo o Brasil lavrem esse tipo de escritura.
O Supremo Tribunal Federal (STF), no julgamento do Recurso Extraordinário 1.045.273 (Tema 529), também negou o reconhecimento de uma segunda união estável para fins de rateio de pensão por morte, quando uma delas se deu de forma simultânea a um casamento (relação de concubinato). A tese fixada foi: "A preexistência de casamento ou de união estável de um dos conviventes, ressalvada a exceção do artigo 1.723, § 1º, do Código Civil, impede o reconhecimento de novo vínculo referente ao mesmo período, para fins de proteção do Estado, inclusive no que diz respeito ao rateio de pensão por morte".
Apesar dos impedimentos legais para a formalização da união, os debates sobre os direitos e deveres em famílias multiafetivas continuam, especialmente nas Varas de Família, onde decisões são tomadas com base no princípio do melhor interesse da criança e da afetividade, como nos casos de multiparentalidade (reconhecimento de mais de dois pais ou mães no registro civil).

## Críticas e Controvérsias
Setores conservadores argumentam que o modelo fere a monogamia tradicional, enquanto defensores citam a liberdade afetiva (Art. 226, CF/88). A OAB ressalta a necessidade de regulamentação específica para evitar lacunas jurídicas.

## Práticas de Segurança
1. Prevenção de ISTs: Uso de preservativos e testagem regular (Ministério da Saúde, 2025[14])
2. Contratos Afetivos: Documentos que estabelecem direitos em relações não monogâmicas, validados por jurisprudência[15]
3. Apoio Psicológico: Recomendado pelo CFP para evitar conflitos emocionais[16]